# Michael Kesselring (Psychologe)
Michael Kesselring (* 27. März 1889 in Marktsteft; † 6. März 1963 in Kaiserslautern) war ein deutscher „Rassenpsychologe“, Pädagoge, Sachbuchautor und Hochschullehrer.
Kesselring war zunächst Volksschul-, dann Gymnasiallehrer, von 1932 bis 1942 Professor für Psychologie und Pädagogik an der Lehrerbildungsanstalt Pasing. Dort lehrte er in der Zeit des Nationalsozialismus „Jugend- und Charakterkunde“. Zum 1. Mai 1933 war er der NSDAP beigetreten (Mitgliedsnummer 3.269.588). Anschließend war er bis 1945 Direktor der Lehrerinnenbildungsanstalt in Kaiserslautern, wo er von 1949 bis 1955 als Oberstudiendirektor das Bezirksseminar für das Höhere Lehramt leitete.